# Bikku Bitti
Bikku Bitti (též Pic Bette, arabsky قمة بتة‎, 2267 m n. m.) je hora v pohoří Tibesti v severní Africe. Leží v jižní Libyi v okrese Al-Kufra nedaleko čadských hranic. Jedná se o nejvyšší horu Libye.
Bikku Bitti leží v jedné z nejméně prozkoumaných a nejhůře přístupných částí Sahary. První výstup na vrchol uskutečnil z čadské strany v prosinci 2005 Brit Ginge Fullen a jeho čadští průvodci.